# Cleavon Little
 (juin 2013).
Pour les articles homonymes, voir Little.
Cleavon Little, né le 1er juin 1939 à Chickasha (Oklahoma) et mort le 22 octobre 1992 à Sherman Oaks (Los Angeles), est un acteur américain qui a joue notamment dans Le shérif est en prison de Mel Brooks et Point limite zéro de Richard Sarafian. 

## Filmographie

### Cinéma
- 1971 : Point limite zéro de Richard C. Sarafian
- 1974 : Le shérif est en prison de Mel Brooks
- 1982 : Jimmy the Kid de Gary Nelson
- 1985 : Vampire Forever de Howard Storm
- 1989 : Fletch Lives de Michael Ritchie - Calculus

### Télévision
- 1987 : Alf
- 1989-1991 : MacGyver : Frank Colton

## Mort
- Il est mort à 53 ans en 1992 d'un cancer du côlon.